# Liste der Kulturdenkmale in Ummerstadt
Die Liste der Kulturdenkmale in Ummerstadt umfasst die als Ensembles, Einzeldenkmale und Bodendenkmale erfassten Kulturdenkmale in der thüringischen Gemeinde Ummerstadt (Stand: 11. Februar 2025).
Die Angaben in der Liste ersetzen nicht die rechtsverbindliche Auskunft der zuständigen Denkmalschutzbehörde.

## Legende
- Bild: zeigt ein Bild des Kulturdenkmals und gegebenenfalls einen Link zu weiteren Fotos des Kulturdenkmals im Medienarchiv Wikimedia Commons
- Bezeichnung: Name, Bezeichnung oder die Art des Kulturdenkmals
- Lage: Wenn vorhanden Straßenname und Hausnummer des Kulturdenkmals; Grundsortierung der Liste erfolgt nach dieser Adresse. Der Link Karte führt zu verschiedenen Kartendarstellungen und nennt die Koordinaten des Kulturdenkmals.
 Kartenansicht, um Koordinaten zu setzen – in dieser Kartenansicht sind Kulturdenkmale ohne Koordinaten mit einem roten bzw. orangen Marker dargestellt und können in der Karte gesetzt werden. Kulturdenkmale ohne Bild sind mit einem blauen bzw. roten Marker gekennzeichnet, Kulturdenkmale mit Bild mit einem grünen bzw. orangen Marker.
- Datierung: gibt das Jahr der Fertigstellung beziehungsweise das Datum der Erstnennung oder den Zeitraum der Errichtung an
- Beschreibung: bauliche und geschichtliche Einzelheiten des Kulturdenkmals, vorzugsweise die Denkmaleigenschaften
- ID: Die ID identifiziert das Kulturdenkmal eindeutig. In Thüringen sind aktuell keine IDs veröffentlicht. In der ID-Spalte kann sich auch folgendes Icon  befinden, dies führt zu Angaben zu diesem Kulturdenkmal bei Wikidata.

## Ensemble
| Bild            | Bezeichnung            | Lage | Datierung | Beschreibung | ID |
| --------------- | ---------------------- | --- | --------- | ------------ | -- |
| Fotos hochladen | Stadtanlage Ummerstadt | Brückenstraße 112, 113, 114, 115, 116, 117, 118; Coburger Straße 41, 44a, 44b, 45a, 45b, 48, 49, 50, 51, 53, 54, 55, 56, 57, 58, 59, 60, 61, 62, 63, 64, 65, 66, 67, 138, 140, 152, 156, 157; Colberger Straße 3, 4, 5, 6, 7, 11, 121, 122, 123, 124, 125, 126, 127, 128, 129, 130, 130b, 131, 132; Gemündaer Straße 68, 69; Kaspargasse 79; Kirchhofsweg 17, 20, 21, 22, 23, 24, 25, 26; Kleine Gasse 93, 94, 95, 96a, 96b; Luthersberg 9, 10; Marktplatz 12, 13, 14, 15, 16, 32, 82, 83, 84, 85; Marktstraße 33, 34, 35, 36, 37, 38, 39, 40, 71, 72, 73, 74, 75, 76, 77, 78, 80, 81; Mühlweg 70, 137, 175, 177; Nägleinsgasse 119a, 119b, 119c, 120a, 120b; Schäfergasse 28a, 28b, 29, 30, 31; Untere Gasse 42, 43, 46, 47, 148; Viehmarkt 87, 88, 89, 90, 91, 92, 97, 98, 99, 100, 101, 102, 103, 104, 105, 106, 107, 107a, 108, 109, 110, 111 (Karte) |           |              |    |

## Einzeldenkmale
| Bild                           | Bezeichnung | Lage                                                       | Datierung | Beschreibung    | ID |
| ------------------------------ | --- | ---------------------------------------------------------- | --------- | --------------- | -- |
| weitere Bilder Fotos hochladen | Rodachbrücke | Brückenstraße o. Nr. Flurstück(e) 12/3 (Karte)             |           |                 |    |
| weitere Bilder Fotos hochladen | Wohnhaus | Brückenstraße 118 Flurstück(e) 21 (Karte)                  |           |                 |    |
| weitere Bilder Fotos hochladen | Landeshoheitszeichen mit Bank                                                                                                  | Coburger Straße o. Nr. Flurstück(e) 1170/1 (Karte)         |           |                 |    |
| weitere Bilder Fotos hochladen | Töpferei / Alte Töpferei | Coburger Straße 152 Flurstück(e) 202/4 (Karte)             |           |                 |    |
| weitere Bilder Fotos hochladen | Wohn- und Geschäftshaus | Coburger Straße 45a/45b Flurstück(e) 171 (Karte)           |           |                 |    |
| weitere Bilder Fotos hochladen | Mühle / Erlachs-Mühle | Colberger Straße 135 Flurstück(e) 555, 556, 557 (Karte)    |           |                 |    |
| weitere Bilder Fotos hochladen | Kirche mit Ausstattung, Kirchhof und Befestigung / Evangelische Friedhofskirche St. Andreas, Alter Friedhof, Gottesackerkirche | Kirchhofsweg o. Nr. Flurstück(e) 99/1 (Karte)              |           |                 |    |
| weitere Bilder Fotos hochladen | Wohnhaus mit Hofbebauung und Grundstück                                                                                        | Kirchhofsweg 25 Flurstück(e) 136/3 (Karte)                 |           |                 |    |
| weitere Bilder Fotos hochladen | Wohnhaus, Kaplanei | Kirchhofsweg 26 Flurstück(e) 137/3 (Karte)                 |           |                 |    |
| weitere Bilder Fotos hochladen | Pfarrhaus | Luthersberg 9 Flurstück(e) 110 (Karte)                     |           |                 |    |
| weitere Bilder Fotos hochladen | Brunnen / Marktbrunnen | Marktplatz o. Nr. Flurstück(e) 121/1 (Karte)               |           |                 |    |
| weitere Bilder Fotos hochladen | Rathaus und Gaststätte | Marktplatz 13 Flurstück(e) 120 (Karte)                     |           |                 |    |
| weitere Bilder Fotos hochladen | Wohnhaus | Marktplatz 32 Flurstück(e) 148 (Karte)                     |           |                 |    |
| weitere Bilder Fotos hochladen | Wohnhaus mit Nebengebäude | Marktstraße 33 Flurstück(e) 149/2 (Karte)                  |           |                 |    |
| weitere Bilder Fotos hochladen | Wohnhaus | Marktstraße 35 Flurstück(e) 150 (Karte)                    |           |                 |    |
| weitere Bilder Fotos hochladen | Wohnhaus | Marktstraße 38 Flurstück(e) 154 (Karte)                    |           |                 |    |
| weitere Bilder Fotos hochladen | Wohnhaus | Marktstraße 84 Flurstück(e) 329 (Karte)                    |           |                 |    |
| weitere Bilder Fotos hochladen | Gehöft | Marktstraße 77 im ENS Stadtanlage Flurstück(e) 316 (Karte) |           |                 |    |
| weitere Bilder Fotos hochladen | Brauhaus | Mühlweg 137 Flurstück(e) 279 (Karte)                       |           |                 |    |
| weitere Bilder Fotos hochladen | Evangelische Stadtkirche St. Bartholomäus                                                                                      | Viehmarkt o. Nr. Flurstück(e) 22 (Karte)                   |           | mit Ausstattung |    |
| weitere Bilder Fotos hochladen | Wohnhaus | Viehmarkt 110 Flurstück(e) 354/2 (Karte)                   |           |                 |    |
| weitere Bilder Fotos hochladen | Nebengebäude | Viehmarkt 89 Flurstück(e) 336 (Karte)                      |           |                 |    |
| weitere Bilder Fotos hochladen | Wohnhaus | Viehmarkt 90 Flurstück(e) 306 (Karte)                      |           |                 |    |
| Fotos hochladen                | Grenzsteine | (Karte)                                                    |           |                 |    |

## Bodendenkmale
| Bild                                    | Bezeichnung | Lage | Datierung | Beschreibung | ID |
| --------------------------------------- | ----------- | --- | --------- | ------------ | -- |
| Direkt Bild zu diesem Denkmal hochladen | Hügelgrab   | geologische Geländerippe am oberen SW-Hang des Kühberges, ca. 270 m nnö des Vierherrensteins Flurstück(e) 2613 |           |              |    |

## Ehemalige Einzeldenkmale
| Bild | Bezeichnung | Lage                                                                                            | Datierung | Beschreibung | ID |
| --- | ----------- | ----------------------------------------------------------------------------------------------- | --------- | ------------ | -- |
| [[Vorlage:Bilderwunsch/code!/O:!/C:50.2585,10.81219!/D:Karl-Marx-Straße 38 Adresse nicht mehr aktuell (DDR-K HBN); Siehe Marktstraße 38, Wohnhaus!/\|BW]]          | Wohnhaus    | Karl-Marx-Straße 38 Adresse nicht mehr aktuell (DDR-K HBN); Siehe Marktstraße 38 (Karte)        |           |              |    |
| [[Vorlage:Bilderwunsch/code!/O:!/C:50.258748,10.81363!/D:Straße der DSF 45 Adresse nicht mehr aktuell (DDR-K HBN); Siehe Coburger Straße 45a/45b, Wohnhaus!/\|BW]] | Wohnhaus    | Straße der DSF 45 Adresse nicht mehr aktuell (DDR-K HBN); Siehe Coburger Straße 45a/45b (Karte) |           |              |    |